# Root Letter
Root Letter (ルートレター?, Rūto retā), stilizzato √Letter, è una visual novel del 2016 di genere giallo con elementi del videogioco d'avventura, pubblicata per PS4, PS Vita e PC.
L'edizione occidentale, che ha i testi in inglese, mantiene il doppiaggio giapponese, con le voci di Kikuko Inoue, Noriko Hidaka e Yūko Minaguchi.

## Trama
Mentre riordina la propria abitazione, un trentaduenne di Tokyo trova un pacco di lettere ricevute quindici anni prima da un'amica di penna, Aya Fumino, che studiava presso una scuola superiore di Matsue, città nella prefettura di Shimane. L'uomo ricorda che dopo la decima lettera non aveva più ricevuto una risposta da parte della ragazza e così la loro corrispondenza si era interrotta. Tuttavia, si accorge che fra le lettere di Aya ce n'è una ancora chiusa e che non ha il timbro postale. Aprendola, l'uomo trova scritte poche inquietanti parole: "Ho ucciso qualcuno. Devo espiare i miei peccati. Questo è un addio". Decide allora di recarsi a Matsue per indagare.